# Кім Джин Су (борець)
Кім Джин Су (кор. 김진수; нар. 15 травня 1974) — південнокорейський борець греко-римського стилю, дворазовий бронзовий призер чемпіонатів світу, дворазовий чемпіон Азії, чемпіон Азійських ігор, чемпіон Східноазійських ігор, бронзовий призер Кубку світу, учасник двох Олімпійських ігор.

## Життєпис
Боротьбою почав займатися з 1985 року. У 1992 році став бронзовим призером чемпіонату світу серед юніорів.
Виступав за борцівський клуб «Korean Housing Company» Сеул. Тренер — Кім Чан Дук.

## Спортивні результати на міжнародних змаганнях

### Виступи на Олімпіадах
| Змагання                    | Збірна         | Вагова категорія                 | Місце |
| --------------------------- | -------------- | -------------------------------- | ----- |
| Літні Олімпійські ігри 1996 | Південна Корея | греко-римська боротьба, до 74 кг | 7     |
| Літні Олімпійські ігри 2000 | Південна Корея | греко-римська боротьба, до 76 кг | 5     |

### Виступи на Чемпіонатах світу
| Змагання                        | Збірна         | Вагова категорія                 | Місце  |
| ------------------------------- | -------------- | -------------------------------- | ------ |
| Чемпіонат світу з боротьби 1994 | Південна Корея | греко-римська боротьба, до 74 кг | 30     |
| Чемпіонат світу з боротьби 1995 | Південна Корея | греко-римська боротьба, до 74 кг | 11     |
| Чемпіонат світу з боротьби 1999 | Південна Корея | греко-римська боротьба, до 76 кг | 15     |
| Чемпіонат світу з боротьби 2001 | Південна Корея | греко-римська боротьба, до 76 кг | Бронза |
| Чемпіонат світу з боротьби 2003 | Південна Корея | греко-римська боротьба, до 74 кг | Бронза |

### Виступи на Чемпіонатах Азії
| Змагання                       | Збірна         | Вагова категорія                 | Місце  |
| ------------------------------ | -------------- | -------------------------------- | ------ |
| Чемпіонат Азії з боротьби 1995 | Південна Корея | греко-римська боротьба, до 74 кг | 5      |
| Чемпіонат Азії з боротьби 1996 | Південна Корея | греко-римська боротьба, до 74 кг | Золото |
| Чемпіонат Азії з боротьби 1999 | Південна Корея | греко-римська боротьба, до 76 кг | Золото |

### Виступи на Азійських іграх
| Змагання           | Збірна         | Вагова категорія                 | Місце  |
| ------------------ | -------------- | -------------------------------- | ------ |
| Азійські ігри 2002 | Південна Корея | греко-римська боротьба, до 74 кг | Золото |

### Виступи на Східноазійських іграх
| Змагання                 | Збірна         | Вагова категорія                 | Місце  |
| ------------------------ | -------------- | -------------------------------- | ------ |
| Східноазійські ігри 2001 | Південна Корея | греко-римська боротьба, до 76 кг | Золото |

### Виступи на Кубках світу
| Змагання                    | Збірна         | Вагова категорія                 | Місце  |
| --------------------------- | -------------- | -------------------------------- | ------ |
| Кубок світу з боротьби 1996 | Південна Корея | греко-римська боротьба, до 74 кг | Бронза |

### Виступи на інших змаганнях
| Змагання                                                      | Збірна         | Вагова категорія                 | Місце  |
| ------------------------------------------------------------- | -------------- | -------------------------------- | ------ |
| Олімпійський кваліфікаційний турнір з боротьби 2000 (Фаенца)  | Південна Корея | греко-римська боротьба, до 76 кг | Бронза |
| Олімпійський кваліфікаційний турнір з боротьби 2000 (Ташкент) | Південна Корея | греко-римська боротьба, до 76 кг | Золото |

### Виступи на змаганнях молодших вікових груп
| Змагання                                      | Збірна         | Вагова категорія                 | Місце  |
| --------------------------------------------- | -------------- | -------------------------------- | ------ |
| Чемпіонат світу з боротьби серед юніорів 1992 | Південна Корея | греко-римська боротьба, до 74 кг | Бронза |